# Prîvilne, Snovsk
Prîvilne (în ucraineană Привільне) este un sat în comuna Nîzkivka din raionul Snovsk, regiunea Cernihiv, Ucraina.

## Demografie
Componența lingvistică a localității Prîvilne
     Ucraineană (100%)
Conform recensământului din 2001, toată populația localității Prîvilne era vorbitoare de ucraineană (100%).